# Željko Ivanek
Željko Ivanek (Ljubljana, 15 augustus 1957) is een televisie-, film- en toneelacteur.
Ivanek werd geboren in de Sloveense stad Ljubljana. In 1978 studeerde hij af aan Yale University waarna hij een opleiding volgde aan de London Academy of Music and Dramatic Art. Vijf jaar later speelde hij de rol van Hally in het toneelstuk Master Harold...and the Boys van Athol Fugard. Later speelde hij ook de Amerikaanse versies van de toneelstukken Cloud Nine en The Pillowman.
Regelmatig acteert Ivanek op Broadway en hij is tot nu toe genomineerd voor drie Tony Awards, waaronder een voor zijn optreden in het stuk Brighton Beach Memoirs en een voor zijn rol in het stuk The Caine Mutiny Court Martial, waarin hij speelde samen met David Schwimmer.
Naast toneelrollen speelt Ivanek ook regelmatig in films en televisieseries. Hij speelde onder andere in de televisieseries Homicide: Life on the Street, in Oz en hij speelde rol van terrorist Andre Drazen in het eerste seizoen van 24. Ivanek speelde ook in meerdere grote films, waaronder in Hannibal en Black Hawk Down en Die Hard 4.0, hoewel dat bij allen om een relatief kleine rollen ging. Vaak speelt hij in televisieseries en films de rol van een advocaat of een regeringsfunctionaris, die soms een duister karakter heeft.

## Filmografie

### Film
- The Sender (1982)
- Tex (1982)
- Mass Appeal (1984), Mark Dolson
- The Sun Also Rises (1984), Bill Gorton
- Rachel River (1987), Momo
- Artificial Paradise (1990), Willy
- Our Sons (1991), Donald Barnes
- School Ties (1992), Mr. Cleary
- White Squall (1996), Captain Sanders
- Courage Under Fire (1996), Ben Banacek
- Infinity (1996), Bill Price
- The Associate (1996), SEC Agent Thompkins
- Donnie Brasco (1997), Tim Curley
- Julian Po (1997), Tom Potter
- The Rat Pack (1998), Robert F. Kennedy
- Nowhere To Go (1998), Jack Walker
- A Civil Action (1998), Bill Crowley
- Snow Falling on Cedars (1999), Dr. Whitman
- Homicide: The Movie (2000)
- Dancer in the Dark (2000), Officier van justitie
- Hannibal (2001)
- Black Hawk Down (2001) als Lt. Col. Gary Harrell
- Unfaithful (2002)
- Dogville (2003)
- The Manchurian Candidate (2004)
- Manderlay (2005)
- Lost (2007)
- Die Hard 4.0 (2007)
- Damages (televisieserie; 2007)

### Televisie
| Jaar       | Titel                             | Rol                                                         | Opmerking                           |
| ---------- | --------------------------------- | ----------------------------------------------------------- | ----------------------------------- |
| 1983       | Great Performances                | March Hare                                                  | aflevering: "Alice in Wonderland"   |
| 1986       | American Playhouse                | George Deever                                               | aflevering: "All My Sons"           |
| 1987       | St. Elsewhere                     | Mark Dolson                                                 | aflevering: "You Again?"            |
| 1987       | Echoes in the Darkness            | Vince Valaitis                                              | televisiefilm                       |
| 1990       | L.A. Law                          | Joel Lassen                                                 | aflevering: "Bound for Glory"       |
| 1993-1999  | Homicide: Life on the Street      | Ed Danvers                                                  | 37 afleveringen                     |
| 1993       | Law & Order                       | Phillip Swann                                               | aflevering: "American Dreams"       |
| 1994       | The X-Files                       | Roland Fuller / Dr. Arthur Grable                           | aflevering: "Roland"                |
| 1995       | Murder, She Wrote                 | Eddie Saunders                                              | aflevering: "Home Care"             |
| 1995       | Truman                            | Eddie Jacobsen                                              | televisiefilm                       |
| 1997-1999  | Law & Order                       | Ed Danvers                                                  | 2 afleveringen                      |
| 1997       | Frasier                           | Dr. Arnold Shaw                                             | aflevering: "Death and the Dog"     |
| 1997       | The Practice                      | Mark McGovern                                               | aflevering: "The Civil Right"       |
| 1997       | Millennium                        | Dr. Daniel "Danny" Miller                                   | aflevering "Walkabout"              |
| 1997-2003  | Oz                                | Governor James Devlin                                       | 27 afleveringen                     |
| 1997       | Ally McBeal                       | Judge Marschal Pink                                         | aflevering "One Hundred Tears Away" |
| 1998       | From the Earth to the Moon        | Ken Mattingly                                               | 1 aflevering, miniserie             |
| 1998       | The Rat Pack                      | Bobby Kennedy                                               | televisiefilm                       |
| 2000       | ER                                | Bruce Resnick                                               | 1 aflevering                        |
| 2000       | Homicide: The Movie               | ASA Ed Danvers                                              | televisiefilm                       |
| 2002       | The Practice                      | Matthew Davies / U.S. Advocaat Sanders / D.A. Mark McGovern | 3 afleveringen                      |
| 2002       | 24                                | Andre Drazen                                                | 15 afleveringen                     |
| 2002       | The Twilight Zone                 | ER chef                                                     | 2 afleveringen                      |
| 2003       | The West Wing                     | Steve Atwood                                                | 2 afleveringen                      |
| 2004       | Law & Order                       | Richard Kaplan                                              | 1 aflevering                        |
| 2004       | Touching Evil                     | Ronald Hinks                                                | 1 aflevering                        |
| 2005       | NYPD Blue                         | Justin Deroos                                               | 1 aflevering                        |
| 2005       | CSI: Crime Scene Investigation    | Andrew Melton                                               | 1 aflevering                        |
| 2005       | The Inside                        | Teddy Bunch                                                 | 1 aflevering                        |
| 2006       | Law & Order: Special Victims Unit | Everett Drake                                               | 1 aflevering                        |
| 2006       | Bones                             | Carl Decker                                                 | 1 aflevering                        |
| 2006       | Shark                             | Elliott Dasher                                              | 2 afleveringen                      |
| 2006       | Cold Case                         | John Doe                                                    | 1 aflevering                        |
| 2007-2010  | Damages                           | Ray Fiske                                                   | 16 afleveringen                     |
| 2007       | Lost                              | Edmund Burke                                                | 1 aflevering                        |
| 2008-2014  | The Mentalist                     | Dr. Linus Wagner                                            | 2 afleveringen                      |
| 2008       | Numbers                           | William Fraley                                              | 1 aflevering                        |
| 2008       | True Blood                        | Magister                                                    | 5 afleveringen                      |
| 2009       | Heroes                            | Emile Danko                                                 | 13 afleveringen                     |
| 2009-2010  | Big Love                          | JJ                                                          | 12 afleveringen                     |
| 2010-2011  | The Event                         | Blake Sterling                                              | 22 afleveringen                     |
| 2013       | White Collar                      | Brett Forsythe                                              | 1 aflevering                        |
| 2012-2013  | The Mob Doctor                    | Dr. Stafford White                                          | 13 afleveringen                     |
| 2013-2014  | Revolution                        | Dr. Calvin Horn                                             | 5 afleveringen                      |
| 2014       | Banshee                           | Jim Racine                                                  | 3 afleveringen                      |
| 2014-2015  | Suits                             | Eric Woodall                                                | 4 afleveringen                      |
| 2014       | The Americans                     | John Skeevers                                               | 1 aflevering                        |
| 2014-heden | Madam Secretary                   | Russel Jackson                                              | 68 afleveringen                     |
| 2015       | 12 Monkeys                        | Leland Goines                                               | 2 afleveringen                      |
| 2023-heden | The Walking Dead: Dead City       | The Croat                                                   | 13 afleveringen                     |